# Condizione artificiale
Condizione artificiale (Artificial Condition) è un romanzo breve di fantascienza della scrittrice statunitense Martha Wells del 2018.
L'opera è stata vincitrice del Premio Hugo e del Premio Locus per la sua categoria.

## Storia editoriale
È il secondo libro della saga Murderbot Diaries che ha come protagonista la cyborg Murderbot; in questo romanzo viene introdotto il personaggio di ART, un'astronave senziente governata da un'intelligenza artificiale, che ricorrerà nella serie.
Nel 2019 l'opera ha vinto il Premio Hugo per il miglior romanzo breve, il Premio Locus per il miglior romanzo breve, ed è stata finalista al Premio Nebula per il miglior romanzo breve.
Il romanzo, in Italia, è stato pubblicato nel 2020 nel libro Murderbot: I diari della macchina assassina, che ha raccolto tutte le opere della serie Murderbot Diaries sino ad allora uscite: Allarme rosso (All Systems Red, 2017), Condizione artificiale (Artificial Condition, 2018), Protocollo ribelle (Rogue Protocol, 2018) e Strategia di uscita (Exit Strategy, 2018).

## Edizioni
- (EN) Martha Wells, Artificial Condition, 1ª ed., Tor.com, maggio 2018, ISBN 978-1250186928.
- (HU) Martha Wells, Mesterséges sors, traduzione di Tamás Gábor, Fumax, 2019, ISBN 978-963-470-079-1.
- (FR) Martha Wells, Schémas artificiels, traduzione di Mathilde Montier, Nantes, L'Atalante, giugno 2019, ISBN 979-10-360-0007-2.
- (TR) Martha Wells, Yapay Koşullanma, traduzione di Cihan Karamancı, Istanbul, İthaki Yayınları, luglio 2019, ISBN 978-605-375-970-6.
- (CS) Martha Wells, Proces změny, traduzione di František Jahnátek, Fobos, ottobre 2019, ISBN 978-80-7585-649-4.
- (ES) Martha Wells, Condición artificial, traduzione di Carla Bataller Estruch, Alethé, La Esfera de los Libros, novembre 2019, ISBN 978-84-9164-675-4.
- Martha Wells, Condizione artificiale, in Murderbot: I diari della macchina assassina, traduzione di Stefano A. Cresti, Oscar fantastica, Milano, Mondadori, settembre 2020, ISBN 9788804727767.
- Martha Wells, Condizione artificiale, in Murderbot: I diari della macchina assassina, traduzione di Stefano A. Cresti, Urania Jumbo, n. 52, Milano, Mondadori, febbraio 2024, ISBN 9788835731542.